# (274213) Satriani
(274213) Satriani ist ein Asteroid des inneren Hauptgürtels, der vom französischen Informatiker und Amateurastronomen Jean-Claude Merlin am 5. Mai 2008 am vollautomatischen Ritchey-Chrétien-81-cm-Teleskop des Tenagra II Observatory in Nogales, Arizona (IAU-Code 926) entdeckt wurde. Das Teleskop konnte Merlin bei der Entdeckung von Frankreich aus ansteuern. Sichtungen des Asteroiden hatte es vorher schon am 11. Und 15. November 2006 unter der vorläufigen Bezeichnung 2006 VQ54 an der auf dem Kitt Peak gelegenen Außenstation des Steward Observatory gegeben.
(274213) Satriani wurde am 5. Januar 2015 nach dem US-amerikanischen Gitarristen und Komponisten Joe Satriani (* 1956) benannt.